# 国会 (老挝)
国会是老挝人民民主共和国的一院制议会。1991年老挝通过颁布《宪法》确立它的建立，接替最高人民议会。1997年12月大选后，席位增加到99个，它位于首都万象。
老挝是一党执政的国家，只有一个政党老挝人民革命党具有法律允许的执政能力。大部分国会代表只有橡皮图章的作用，旨在加强立法、监督和象征能力。
2016年3月20日，有149名議员通过选举产生（人選都是老撾人民革命黨員，名單由黨提出），任期5年。现任老挝国会主席是赛宋蓬·丰威汉。

## 概况
- 建立：1991年
- 任期：5年
- 定数：149
- 制度：单位投票。17个选举区（各选举区3 - 14人选出）

## 职权
根据老挝1991年宪法规定，老挝国会的权利和任务包括：
1. 起草、通过和修改宪法；
2. 审议、通过、修改或废止法律；

1. 规定、修改或废止税捐；
2. 审议、通过经济——社会开发战略计划和国家预算；
3. 根据国民议会常务委员会的提议，选举或罢免国家主席和副主席；
4. 根据国家主席的提议，审议通过政府成员的任命或罢免；
5. 根据国民议会常务委员会的提议，选举或罢免最高人民法院院长和人民检察长；
6. 根据政府总理的建议，决定建立或撤销政府各部、部级机关、省和直辖市；决定省、直辖市区域；
7. 决定大赦；
8. 决定核准或废止依照法律和国际程序与外国签订的条约、协议；
9. 决定战争或和平问题；
10. 追踪对宪法和法律的尊重；
11. 依照法律规定的其他权利和任务。

## 委员会
老挝国会目前包括：
- 法律委员会
- 经济、计划和财政委员会
- 文化和社会委员会
- 民族事务委员会
- 国防和安全委员会
- 外交事务委员会

## 最新选举
- 2006年老挝国民议会选举
- 2011年老挝国民议会选举
- 2016年老挝国民议会选举
- 2021年老挝国民议会选举